# Embajada de España en Siria
La Embajada de España en Siria es la máxima representación legal del Reino de España en la República Árabe de Siria. Actualmente la embajada se halla cerrada con carácter indefinido.

## Embajador
Con el estallido de la Guerra Civil Siria (desde 2011) los países europeos mostraron sus simpatías por la oposición siria enfrentada al presidente Bashar al-Ásad. En febrero de 2012 el gobierno español llamó a consultas a su embajador en Damasco tras el fracaso de la votación del Consejo de Seguridad de la ONU, referente a la violencia sobre la población civil. Finalmente un mes después decidió el cierre de la Embajada y su integración en el Servicio Exterior europeo.
El último embajador acreditado fue Julio Albi de la Cuesta (2010-2012). Actualmente, ejerce como encargado de negocios ad interim,  Francisco Javier Puga Llopis, que tiene su sede en Beirut, capital del Líbano, país vecino a Siria,

## Misión diplomática
La presencia española, hasta 2012, se concentraba en la misión diplomática ubicada en la capital y ciudad más poblada, Damasco, que fue elevada a la categoría de embajada en 1956.

## Historia
El control francés del territorio sirio finalizó en 1946 aunque no fue hasta 1949 cuando Siria y España establecieron relaciones diplomáticas. El 31 de enero de 1958 Siria y Egipto se unían para formar la República Árabe Unida por lo que las relaciones hispano-sirias quedaron a cargo de la Embajada española en El Cairo, capital de Egipto y del nuevo estado. Esta unión desapareció el 28 de septiembre de 1961 cuando el ejército sirio tomó el poder y provocó la salida de la RAU, la representación diplomática española en Siria se retomó en 1962.
Desde el inicio de las protestas en Siria, las hasta entonces excelentes relaciones hispano-sirias han sufrido un notable deterioro como consecuencia
de la brutal represión ejercida por el régimen ante las protestas ciudadanas que tienen lugar desde finales de marzo de 2011. El 7 de febrero de 2012, España llamó a consultas a su embajador en Damasco, y el 6 de marzo, el entonces Ministerio de Asuntos Exteriores y de Cooperación español anunció la suspensión de las actividades de la Embajada de España en Damasco.

## Demarcación
En época pasada la Embajada española en Siria estuvo acreditada también en:
- República de Chipre: en 1960 Chipre se convertía en un estado soberano, y siete años después se establecían relaciones diplomáticas y en 1968 se creaba la Embajada española en Nicosia con carácter no residente ya que dependía de la Embajada española en Beirut, capital del Líbano. En 1970 los asuntos diplomáticas pasaron a la Embajada española en Damasco. En el año 1998 volvió a la Embajada española en Beirut, hasta que en 2000 cesó el último embajador no residente. Dos años después se creó la Embajada residente en el país insular.